# Lonchaea iridala
Lonchaea iridala är en tvåvingeart som beskrevs av Mcalpine 1964. Lonchaea iridala ingår i släktet Lonchaea och familjen stjärtflugor.
Artens utbredningsområde är Vanuatu. Inga underarter finns listade i Catalogue of Life.